# Fazekas Tibor (vízilabdázó, 1992)
Fazekas Tibor (Kerepestarcsa, 1992. július 22. –) magyar vízilabdázó, a Tatabányai VSE játékosa.

## Pályafutása
Tagja volt a 2008-as ifjúsági Európa-bajnok válogatottnak. 2010-ben a Földi László irányította Vasasban mutatkozott be a vízilabda-élvonalban. Klubcsapatával 2012-ben bajnoki címet szerzett, majd májusban a vízilabda Bajnokok Ligája négyes döntőjében szerepelt.

## Eredményei
Hazai
- Magyar bajnokság (OB I)
  - Bajnok (1): 2012 – TEVA-Vasas-UNIQA
  - Ezüstérmes (1): 2011 – TEVA-Vasas-UNIQA

- OB I/B-győztes: 2010 – Angyalföldi Sportiskola

Nemzetközi
- Ifjúsági Európa-bajnok (Belgrád, 2008)